# Вулиця Молодіжна (Львів)
Вулиця Молодіжна — вулиця у Шевченківському районі міста Львова, в місцевості Голоско. Сполучає вулиці Варшавську та Вишневу.

## Історія та забудова
Вулиця отримала сучасну назву у 1955 році, через те, що більшу частку населення вулиці в ті часи складало молоде покоління.
Забудована садибами 1930-х років у стилі конструктивізму та сучасними приватними будинками.